# Championnat de Côte d'Ivoire de football
Le championnat de Côte d'Ivoire de football a été créé en 1956. La Ligue 1 autrefois appelée Superdivision ou MTN Ligue 1 (1960-2004) et Ligue 1 Orange (2004-2007) est une compétition annuelle mettant aux prises les 14 meilleurs clubs de football en Côte d'Ivoire. Le premier du classement joue les  barrage de qualification pour la Ligue des champions de la CAF, le 2e joue aussi les barrages pour la Coupe de la Confédération (CAF) et les 2 derniers sont relégués en Ligue 2 Ivoirienne.

## Histoire
À la suite de la pandémie de la covid-19, le football ivoirien s’est arrêté net à partir du 23 mars 2020. La ligue 1 en était à la 20e journée sur les 26 programmées. La montée vertigineuse des chiffres des contaminations de la covid-19 dans le pays, plus particulièrement dans la capitale économique, Abidjan, a obligé le gouvernement à prendre des mesures draconiennes pour la protection des citoyens : état d’urgence sanitaire, couvre-feu, interdiction des grands rassemblements, fermeture des frontières terrestres, aériennes et maritimes. Du coup, la covid-19 met tout le pays en cage et le football n’y échappe pas. Le Racing club d’Abidjan, alors premiers du championnat au moment de l’arrêt, est déclaré champion. La ligue 2 en était à la 16e journée sur 22 au moment de l’arrêt des compétitions. La division 3, arrêtée à la 8e journée, alors que la coupe nationale a été invalidée.

## Palmarès
| Année                                   | Champion                 |
| --------------------------------------- | ------------------------ |
| 1956                                    | Africa Sports (1)        |
| Championnat non joué entre 1957 et 1959 |                          |
| 1960                                    | USC Bassam (1)           |
| 1961                                    | USC Bassam (2)           |
| 1962                                    | Stade d'Abidjan (1)      |
| 1963                                    | ASEC Mimosas (1)         |
| 1964                                    | Stade d'Abidjan (2)      |
| 1965                                    | Stade d'Abidjan (3)      |
| 1966                                    | Stade d'Abidjan (4)      |
| 1967                                    | Africa Sports (2)        |
| 1968                                    | Africa Sports (3)        |
| 1969                                    | Stade d'Abidjan (5)      |
| 1970                                    | ASEC Mimosas (2)         |
| 1971                                    | Africa Sports (4)        |
| 1972                                    | ASEC Mimosas (3)         |
| 1973                                    | ASEC Mimosas (4)         |
| 1974                                    | ASEC Mimosas (5)         |
| 1975                                    | ASEC Mimosas (6)         |
| 1976                                    | SC Gagnoa (1)            |
| 1977                                    | Africa Sports (5)        |
| 1978                                    | Africa Sports (6)        |
| 1979                                    | Stella d'Adjamé (1)      |
| 1980                                    | ASEC Mimosas (7)         |
| 1981                                    | Stella d'Adjamé (2)      |
| 1982                                    | Africa Sports (7)        |
| 1983                                    | Africa Sports (8)        |
| 1984                                    | Stella d'Adjamé (3)      |
| 1985                                    | Africa Sports (9)        |
| 1986                                    | Africa Sports (10)       |
| 1987                                    | Africa Sports (11)       |
| 1988                                    | Africa Sports (12)       |
| 1989                                    | Africa Sports (13)       |
| 1990                                    | ASEC Mimosas (8)         |
| 1991                                    | ASEC Mimosas (9)         |
| 1992                                    | ASEC Mimosas (10)        |
| 1993                                    | ASEC Mimosas (11)        |
| 1994                                    | ASEC Mimosas (12)        |
| 1995                                    | ASEC Mimosas (13)        |
| 1996                                    | Africa Sports (14)       |
| 1997                                    | ASEC Mimosas (14)        |
| 1998                                    | ASEC Mimosas (15)        |
| 1999                                    | Africa Sports (15)       |
| 2000                                    | ASEC Mimosas (16)        |
| 2001                                    | ASEC Mimosas (17)        |
| 2002                                    | ASEC Mimosas (18)        |
| 2003                                    | ASEC Mimosas (19)        |
| 2004                                    | ASEC Mimosas (20)        |
| 2005                                    | ASEC Mimosas (21)        |
| 2006                                    | ASEC Mimosas (22)        |
| 2007                                    | Africa Sports (16)       |
| 2008                                    | Africa Sports (17)       |
| 2009                                    | ASEC Mimosas (23)        |
| 2010                                    | ASEC Mimosas (24)        |
| 2011                                    | Africa Sports (18)       |
| 2012                                    | Séwé Sports (1)          |
| 2013                                    | Séwé Sports (2)          |
| 2014                                    | Séwé Sports (3)          |
| 2015                                    | AS Tanda (1)             |
| 2016                                    | AS Tanda (2)             |
| 2017                                    | ASEC Mimosas (25)        |
| 2018                                    | ASEC Mimosas (26)        |
| 2019                                    | SOA (1)                  |
| 2020                                    | Racing Club d'Abidjan(1) |
| 2021                                    | ASEC Mimosas (27)        |
| 2022                                    | ASEC Mimosas (28)        |
| 2023                                    | ASEC Mimosas (29)        |
| 2024                                    | FC San-Pédro (1)         |
| 2025                                    | Stade d'Abidjan (6)      |

## Bilan
| Club                  | Titres | Années |
| --------------------- | ------ | --- |
| ASEC Mimosas          | 29     | 1963, 1970, 1972, 1973, 1974, 1975, 1980, 1990, 1991, 1992, 1993, 1994, 1995, 1997, 1998, 2000, 2001, 2002, 2003, 2004, 2005, 2006, 2009, 2010, 2017, 2018, 2021, 2022, 2023 |
| Africa Sports         | 18     | 1956, 1967, 1968, 1971, 1977, 1978, 1982, 1983, 1985, 1986, 1987, 1988, 1989, 1996, 1999, 2007, 2008, 2011                                                                   |
| Stade d'Abidjan       | 6      | 1962, 1964, 1965, 1966, 1969, 2025 |
| Stella d'Adjamé       | 3      | 1979, 1981, 1984 |
| Séwé Sports           | 3      | 2012, 2013, 2014 |
| AS Tanda              | 2      | 2015, 2016 |
| USC Bassam            | 2      | 1960, 1961 |
| SC Gagnoa             | 1      | 1976 |
| SOA                   | 1      | 2019 |
| Racing Club d'Abidjan | 1      | 2020 |
| FC San-Pédro          | 1      | 2024 |

## Résultats en compétitions africaines (CAF)
| Club             | Ligue des champions       | Coupe des vainqueurs de coupe | Coupe de la confédération        | Coupe de la CAF         | Supercoupe     | Coupe de l'UFOA                |
| ---------------- | ------------------------- | ----------------------------- | -------------------------------- | ----------------------- | -------------- | ------------------------------ |
| ASEC Mimosas     | Vainqueur 1998            | Demi-finaliste 1983           | Demi-finaliste 2023              | –                       | Vainqueur 1999 | Vainqueur 1990                 |
| Africa Sports    | Finaliste 1986            | Vainqueur (2) 1992; 1999      | 2e tour 2011                     | Demi-finaliste 2001     | Vainqueur 1993 | Vainqueur (3) 1985; 1986; 1991 |
| Stade d'Abidjan  | Vainqueur 1966            | Quart-de-finaliste 1977       | 1er tour 2018-19                 | Demi-finaliste 2000     | -              | Vainqueur 1977                 |
| Stella d'Adjamé  | 2e tour (2) 1980; 1982    | Finaliste 1975                | 2e tour 2004                     | Vainqueur 1993          | –              | Vainqueur 1981                 |
| AS Tanda         | 1er tour 2017             | –                             | Barrage des 8e 2017              | –                       | –              | Vainqueur 2017                 |
| Séwé Sports      | Phase de groupes 2013     | –                             | Finaliste 2014                   | –                       | –              | –                              |
| SC Gagnoa        | 2e tour 1977              | 2e tour 1991                  | 1er tour (2) 2016; 2017          | Quart-de-finaliste 1992 | –              | –                              |
| SOA              | Tour préliminaire 2019-20 | Quart-de-finaliste 1997       | 1er tour 2009                    | 2e Tour (2) 1996; 1998  | –              | 1er tour 1999                  |
| Satellite FC     | –                         | –                             | –                                | Demi-finaliste 2002     | –              | –                              |
| Sabé Sports      | –                         | –                             | –                                | –                       | –              | 3e 1998                        |
| Williamsville AC | 2e tour 2018              | –                             | Phase de groupes 2018            | –                       | –              | –                              |
| AFAD Djékanou    | 2e tour 2012              | –                             | Barrage des 8e 2012              | –                       | –              | –                              |
| JC Abidjan       | 1er tour 2011             | –                             | 2e tour 2009                     | 2e tour 2000            | –              | –                              |
| Issia Wazy       | –                         | –                             | 2e tour 2007                     | –                       | –              | Huitième-de-finaliste 1997     |
| ES Bingerville   | –                         | –                             | 1er tour 2008                    | –                       | –              | –                              |
| CO Bouaflé       | –                         | –                             | Tour préliminaire (2) 2004; 2005 | –                       | –              | –                              |
| Denguelé Sports  | –                         | –                             | Tour préliminaire 2007           | –                       | –              | –                              |
| FC San-Pédro     | –                         | –                             | Phase de groupes 2019-20         | –                       | –              | –                              |
| ASC Bouaké       | –                         | 2e tour 1988                  | –                                | –                       | –              | Quart-de-finaliste 1994        |
| ASI d'Abengourou | –                         | 2e tour 1989                  | –                                | –                       | –              | –                              |
| AS Sotra         | –                         | 2e tour 1990                  | –                                | –                       | –              | –                              |
| Alliance Bouaké  | –                         | 2e tour 2002                  | –                                | –                       | –              | –                              |
| RC Daloa         | –                         | Tour préliminaire 1981        | –                                | –                       | –              | –                              |
| Man FC           | –                         | –                             | –                                | 1er Tour 1999           | –              | –                              |
| USC Bassam       | –                         | –                             | –                                | –                       | –              | Quart-de-finaliste 1983        |

## Meilleurs buteurs
| Année   | Meilleur buteur                 | Équipes                 | Buts |
| 1992    | Abdoulaye Traoré                | ASEC Mimosas            | 11   |
| 1993    | Ahmed Ouattara                  | Africa Sports           | 13   |
| 1994    | Abdoulaye Traoré                | ASEC Mimosas            | 9    |
| 1995    | John Zaki                       | ASEC Mimosas            | 9    |
| 1996    | Ibé Johnson                     | Africa Sports           | 15   |
| 1997    | Tchiressoua Guel                | ASEC Mimosas            | 10   |
| 1998    | Elo Lokpo                       | SO Armée                | 12   |
| 1999    | Aruna Dindane                   | ASEC Mimosas            | 13   |
| 2000    | Habib Tiéhi                     | Stade d'Abidjan         | 10   |
| 2001    | Emmanuel Kenmogne               | Africa Sports d'Abidjan | 21   |
| 2002    | Antonin Koutouan                | ASEC Mimosas            | 10   |
| 2003    |                                 |                         |      |
| 2004    | Abdramane Diaby                 | Sabé Sports             | 13   |
| 2005    | Seydou Doumbia                  | Denguelé Sports         | 15   |
| 2006    | Didier Ya Konan                 | ASEC Mimosas            | 9    |
| 2007    | Lebry Ouraga                    | ES Bingerville          | 16   |
| 2008    | Cyriac Gohi Bi Zoro             | ASEC Mimosas            | 21   |
| 2009    |                                 |                         |      |
| 2010    | Adama Bakayoko                  | Sabé Sports             | 15   |
| 2011    | Kévin Zougoula Koelly           | Séwé Sports             | 11   |
| 2012    | Kévin Zougoula Koelly           | Séwé Sports             | 13   |
| 2012-13 |                                 |                         |      |
| 2013-14 | Koffi Davy Boua                 | ASEC Mimosas            | 13   |
| 2014-15 | Issouf Vakoun Bayo              |                         | 13   |
| 2015-16 | Nguessan Wilfried Kisito Yessoh |                         | 17   |
| 2016-17 | Aristide Bancé                  | ASEC Mimosas            | 13   |
| 2017-18 | William Togui Mel               | SC Gagnoa               | 23   |
| 2018-19 | Sidiki Mohamed Sylla            | SC Gagnoa               | 13   |
| 2019-20 | Aboubacar Doumbia               | SOA                     | 10   |
| 2020-21 | Seydou Traoré                   | Racing Club             | 8    |
| 2021-22 | Karim Konaté                    | ASEC Mimosas            | 16   |
| 2022-23 | Béranger Diby                   | FC San-Pédro            | 14   |

2023-2024  BEDY GUY CHRIST  FC SAN PEDRO 14